# Abdalla Abdelaziz
Abdalla Abdelaziz Mamduh (in arabo عبد الله عبد العزيز ممدوح‎?; 29 marzo 1999) è un karateka egiziano.
Ha partecipato, ai Giochi di Tokyo 2020, gareggiando nella categoria dei 75 kg.

## Palmarès
- Mondiali

Dubai 2021: argento nei 75 kg
Budapest 2023: oro nei 75 kg e nel kumite a squadre.
- World Games

Birmingham 2022: oro nei 75 kg.
Chengdu 2025: bronzo nei 75 kg.
- Giochi panafricani

Rabat 2019: argento nei 75 kg, bronzo nel kumite a squadre
Accra 2023: oro nei 75 kg e nel kumite a squadre.
- Giochi del Mediterraneo

Orano 2022: argento nei 55 kg.